# Wasyliwka (rejon odeski)
Wasyliwka – wieś na Ukrainie, w obwodzie odeskim, w rejonie odeskim. W 2001 roku liczyła 2068 mieszkańców.